# Guillaume Le Blond
Pour les articles homonymes, voir Guillaume Le Blond (facteur de clavecin) et Le Blond.
Guillaume Le Blond, né à Paris en 1704 et mort en 1781, est un mathématicien français.
Professeur de mathématiques des pages de la grande écurie du roi (1736), puis des Enfants de France (1751), Leblond conserva cet emploi jusqu’en 1778, époque où il devint secrétaire du cabinet de Madame Victoire.
On lui doit les ouvrages suivants, qui ont tous été traduits en langue allemande : 
- Essai sur la castramétation, 1748, in-8°) ;
- Éléments de tactique, 1758, in-4° ;
- Artillerie raisonnée contenant l’usage des différentes bouches à feu, 1761, in-8° ;
- l’Arithmétique et la géométrie de l’officier, 1768, 2 vol. in-8° ;
- Traité de l’attaque des places, 1780, in-8° ;
- Éléments de fortification, 1739, in-8°.

Il a, en outre, donné des éditions des Mémoires d’artillerie de Pierre Surirey de Saint-Remy et de la Géométrie de Joseph Sauveur et collaboré à l’Encyclopédie.

## Source
- Pierre Larousse, Grand Dictionnaire universel du XIXe siècle, vol. 10, Paris, Administration du grand Dictionnaire universel, p. 288.